# Francisca Crovetto
Francisca Valeria Crovetto Chadid (ur. 27 kwietnia 1990 w Santiago) – chilijska strzelczyni, mistrzyni olimpijska z Paryża.

## Kariera
Strzelectwo uprawia od 2004 roku, a w zawodach startuje od 2005 roku. W 2007 roku zajęła 4. miejsce w skeecie na igrzyskach panamerykańskich. W 2010 roku zdobyła złoto na igrzyskach Ameryki Południowej w tej samej konkurencji, uzyskując 65 pkt. W 2011 roku została srebrną medalistką igrzysk panamerykańskich w skeecie z 89 pkt. W 2012 roku wystartowała na igrzyskach olimpijskich, na których zajęła 8. miejsce w skeecie z 66 pkt. W 2013 wywalczyła złoto igrzysk boliwaryjskich. W 2014 roku zdobyła srebro igrzysk Ameryki Południowej. W 2015 roku wywalczyła brąz igrzysk panamerykańskich. Rok później uczestniczyła na igrzyskach olimpijskich w Rio de Janeiro, kończąc zawody z 62 punktami na 19. pozycji.

## Życie prywatne
Studiowała inżynierię biomechaniczną na Universidad de Chile

## Igrzyska olimpijskie
| Igrzyska | Miejscowość    | Konkurencja | Kwalifikacje | Kwalifikacje | Finał | Finał   |
| Igrzyska | Miejscowość    | Konkurencja | Wynik        | Pozycja      | Wynik | Pozycja |
| -------- | -------------- | ----------- | ------------ | ------------ | ----- | ------- |
| IO 2012  | Londyn         | Skeet       | 66           | 8.           | NQ    | NQ      |
| IO 2016  | Rio de Janeiro | Skeet       | 62           | 19.          | NQ    | NQ      |
| IO 2020  | Tokio          | Skeet       | 112          | 23.          | NQ    | NQ      |
| IO 2024  | Paryż          | Skeet       | 120          | 5.           | 55    | złoto   |